# ديفيد هايمان
ديفيد هايمان (بالإنجليزية: David Hayman)‏ هو مخرج وممثل بريطاني، ولد في 9 فبراير 1948 في المملكة المتحدة.

## أعمال

### أفلام
- (1987) أمل ومجد
- (1997) ابن آوى[4]
- (1997) الملاكم[5]
- (2009) الصبي في البيجامة المخططة[6]
- (2014)  الشبح المجند[7]
- (2015) مكبث

### مسلسلات
- تابو
- جاسوس لندن

## وصلات خارجية
- ديفيد هايمان على موقع IMDb (الإنجليزية)
- ديفيد هايمان على موقع قاعدة بيانات الأفلام العربية
- ديفيد هايمان على موقع ألو سيني (الفرنسية)
- ديفيد هايمان على موقع أول موفي (الإنجليزية)
- ديفيد هايمان على موقع قاعدة بيانات الأفلام السويدية (السويدية)
- ديفيد هايمان على موقع قاعدة بيانات الفيلم (الإنجليزية)
- ديفيد هايمان على موقع كينوبويسك (الروسية)